# Ezequiel Cárdenas Guillén
Antonio Ezequiel Cárdenas Guillén alias Tony Tormenta (dt.: Tony das Gewitter) (* 5. März 1962; † 5. November 2010 in Matamoros, Mexiko) war ein mutmaßlicher mexikanischer Verbrecher und bei seinem Tod einer der beiden Anführer des Golf-Kartells. Auf ihn waren von der US-amerikanischen Drug Enforcement Administration fünf Millionen Dollar und von der mexikanischen Regierung 2,5 Millionen Dollar Kopfgeld ausgesetzt.
Cárdenas Guillén lieferte sich am 17. September 2010 eine Schießerei mit Soldaten. Er konnte damals flüchten.
Da Cárdenas Guillén über gute Kontakte zu lokalen Politikern und Polizisten verfügte, konnte er sich bis zu seinem Tod in der Öffentlichkeit zeigen.
Ezequiel Cárdenas Guillén war der Bruder von Osiel Cardenas.

## Tod
Cárdenas Guillén wurde am 5. November 2010 in Matamoros in einem sechsstündigen Gefecht mit Soldaten und Marineeinheiten getötet. Sie verschanzten sich dabei in Häusern und in LKW und benutzen unter anderem Granaten. Während der Schießerei schloss die Stadt die drei Grenzübergänge zum texanischen Brownsville. Es starben außer Cárdenas Guillén vier Mitglieder des Golf-Kartells, vier Soldaten und ein Reporter der Lokalzeitung Express.